# Гуревич Роман Семенович
Гуревич Роман Семенович (18 березня 1948, Вінниця) — вчений у галузі педагогіки, теорії і методики професійної освіти, інформаційно-комунікаційних технологій в освіті, Директор Інституту магістратури, аспірантури, докторантури Вінницького державного педагогічного університету імені Михайла Коцюбинського, доктор педагогічних наук (1999), професор (1994), заслужений працівник освіти України (1998), відмінник освіти України (2003), декан педагогічно-індустріального факультету (1992—2004), директор Інституту перспективних технологій, економіки і фундаментальних наук (2004), дійсний член Національної академії педагогічних наук України, академік Академії наук вищої освіти України.

## Життєпис
Роман Семенович Гуревич народився 18 березня 1948 року в м. Вінниця. Закінчив Вінницький державний педагогічний інститут ім. М. Островського
у 1971.

## Професійна діяльність
1971—1981 — викладач фізики та електротехніки Вінницького міського професійно-технічного училища № 4
1981—1983 — старший викладач кафедри педагогіки і психології Інституту ім. Н. К. Крупської у Мозирському державному педагогічному університеті Гомельська область (Білорусь)
1983 — старший викладач у Вінницькому педагогічному університеті
1988—1992 — завідувач кафедри теорії і методики трудового та професійного навчання
1992—2004 — декан педагогічно-індустріального факультету Вінницького державного педагогічного університету ім. М. М. Коцюбинського
2004 — директор Інституту перспективних технологій, економіки і фундаментальних наук Вінницького державного педагогічного університету ім. М. Коцюбинського.

## Звання та нагороди
- 1998 — Почесне звання Заслужений працівник освіти України (1998)

- 1998 — лауреат Вінницької обласної педагогічної премії

- 1998 — грамота Національної академії педагогічних наук України

- 2000 — Почесна грамота Міністерства освіти і науки України

- 2003 — нагороджений нагрудним знаком МОН України «Відмінник освіти України»

- 2004 — Почесна грамота Міністерства освіти і науки України

- 2006 — Нагороджений нагрудним знаком «Петро Могила»

- 2006 — переможець обласного конкурсу «Людина року» в номінації «Діяч науки»

- 2006 — грамота Національної академії педагогічних наук України.

## Наукова, громадська та навчально-методична робота
Роман Семенович Гуревич створив наукову школу — підготував чотирьох докторів наук (М. М. Козяр, В. А. Петрук, А. М. Коломієць, О. М. Гомонюк) і 56 кандидатів наук, серед яких директори навчальних закладів, викладачі та вчителі, представники силових структур.
Є заступником голови спеціалізованої вченої ради із захисту докторських і кандидатських дисертацій у Вінницькому державному педагогічному університеті імені Михайла Коцюбинського.
- член докторської спеціалізованої вченої ради в Інституті педагогічної освіти і освіти дорослих Національної академії педагогічних наук України;

- член колегії управління освіти Вінницької обласної державної адміністрації;

- член ученої ради Вінницького державного педагогічного університету, голова ученої ради Інституту магістратури, аспірантури і докторантури.

Упродовж 20 років керував експериментальним педагогічним майданчиком з проблеми впровадження інформаційно-комунікаційних технологій у навчальний процес у Вінницькому ВПУ № 4, спільною науково-дослідною лабораторією з інформаційних технологій Інституту педагогічної освіти і освіти дорослих Національної академії педагогічних наук України і Вінницького державного педагогічного університету.
Нині є керівником науково-дослідної лабораторії з проблеми використання інформаційних технологій в освіті Вінницького державного педагогічного університету імені Михайла Коцюбинського й Інституту інформаційних технологій і засобів навчання Національної академії педагогічних наук України.

## Наукові публікації
1. Гуревич Р. С. Теоретичні та методичні основи організації навчання у професійно-технічних закладах / за ред. С. У. Гончаренка. — Київ: Вища школа, 1998. — 229 с.
2. Лихач В. М., Гуревич Р. С. Преемственность содержания трудового обучения и профессиональной подготовки учащихся. — Москва: Высш. школа, 1990. — 111 с.
3. Гуревич Р. С. Фізика з основами електротехніки: Інтегрований навчальний посібник для учнів ПТНЗ електро- та радіотехнічних професій. — Вінниця: ВДПІ, 1997. — 239 с.
4. Обчислювальна техніка і технічні засоби навчання: Рекомендований Міністерством освіти України для студентів вищих педагогічних навчальних закладів, вчителів загальноосвітніх шкіл, викладачів ПТНЗ / П. К. Гороль, Р. С. Гуревич, Л. Л. Коношевський, В. О. Подоляк / за ред. проф. Р. С. Гуревича. — Вінниця: Державне обласне видавництво «Вінниця», 1999. — 324 с.
5. Гуревич Р. С., Граковский Г. Ю., Капустянский Р. А. Физика в электро- и радиотехнике: пособие для учащихся ПТУ электро- и радиотехнического профиля. — М.: Гособразование СССР, ВНМ Центр профессионально-технического обучения молодежи, 1991. — 111 с.
6. Гуревич Р. С., Цибульська Г. М., Паламарчук В. І. Взаємозв'язок теоретичного і виробничого навчання // Педагогічна книга майстра виробничого навчання: Навчально-методичний посібник для керівників ПТНЗ, студентів педагогічних інститутів і слухачів закладів післядипломної освіти / за ред. Н. Г. Ничкало — Київ: Вища школа, 1992. — С. 207—240.
7. Застосування обчислювальної техніки в навчальному процесі: навчально-метод. посібник / М. Ю. Байло, М. Л. Биков, Р. С. Гуревич, Л. Л. Коношевський, І. О. Колосова / — Вінниця: ВДПІ, 1993. — 123 с.
8. Гороль П. К., Гуревич Р. С., Подоляк В. О. Технічні засоби навчання: посібник для студентів і вчителів. — Вінниця: ВДПІ, 1993. — 123 с.
9. Педагогіка (тези лекцій): посібник для викладачів і студентів вищих педагогічних закладів, вчителів / М. І. Сметанський, Н. Е. Мойсеюк, Р. С. Гуревич, М. М. Мількаманович та ін. / за ред. М. І. Сметанського. — Вінниця: ВДПІ, 1997. — 100 с.